# 일반내장들신경섬유
일반내장들신경섬유 (general visceral afferent fiber, GVA) 또는 일반 내장 구심성 섬유는 내부 기관, 분비선 및 혈관에서 중추신경계로 감각 자극(보통 통증 또는 반사 감각)을 전달한다. 자율신경계와 밀접한 관련이 있는 내장신경계의 일부로 간주되나, '내장신경계'와 '자율신경계'는 직접적인 동의어가 아니므로 이러한 용어를 사용할 때에는 주의가 필요하다. 자율신경계의 원심성 섬유와는 달리, 구심성 섬유는 교감신경이나 부교감신경으로 분류되지 않는다.
GVA 섬유는 척수의 후방 회색 기둥(posterior grey column)에서 두 섬유가 만나는 일반 체성 구심성 섬유를 활성화하여 연관통을 생성한다.
GVA 섬유를 포함하는 뇌신경에는 설인두 신경(CN IX)과 미주 신경(CN X)이 포함된다.
일반적으로 절단, 분쇄 또는 연소에 둔감하다. 그러나 평활근의 과도한 긴장과 일부 병리학적 상태는 내장통(연관통)을 유발한다.

## 같이 보기
- 일반몸들신경섬유 (GSA)
- 특수몸들신경섬유 (SSA)
- 특수내장들신경섬유 (SVA)